# Gobernación de Penza
La gobernación de Penza (Пензенская губерния) fue una división administrativa del Imperio ruso y luego de la RSFS de Rusia, ubicada en Rusia central y con capital en la ciudad de Penza. Fue creada en 1796 y existió hasta 1928.

## Geografía
La gobernación de Penza limitaba con las de Nizhni Nóvgorod, Simbirsk, Sarátov y Tambov.
El territorio de la gobernación  de Penza está repartido entre el óblast de Penza y Mordovia.

## Subdivisiones administrativas
Al principio del siglo XX, la gobernación de Penza estaba dividida en diez uyezds: Gorodichtché, Insar, Kerensk, Krasnoslobodsk, Mokchan, Narovtchat, Nijni Lomov, Penza, Saransk y Tchembar (hoy Belinski).

## Población
En 1897 la población de la gobernación ascendía a 1 470 474 habitantes, de los que el 83,0% eran rusos. Las minorías más importantes eran los mordvinos (12,8%) y los tártaros (4,0%).